# Pandisus
Pandisus is een geslacht van spinnen uit de familie springspinnen (Salticidae).

## Soorten
De volgende soorten zijn bij het geslacht ingedeeld:
- Pandisus decorus Wanless, 1980
- Pandisus indicus Prószyński, 1992
- Pandisus modestus (Peckham & Wheeler, 1889)
- Pandisus parvulus Wanless, 1980
- Pandisus sarae Wanless, 1980
- Pandisus scalaris Simon, 1900